# Continuismo
Continuismo es la práctica de los gobernantes de mantenerse en el cargo más allá de los límites legales de mandato para sus cargos electos, frecuentemente como resultado o causa de un retroceso democrático y la erosión de los derechos humanos. Algunos jefes de Estado latinoamericanos extienden indefinidamente su mandato reduciendo o aboliendo los límites de mandato, mediante una reforma constitucional. Algunos ejemplos son Juan Perón en Argentina, Alfredo Stroessner en Paraguay y Evo Morales en Bolivia. Otra táctica es la promulgación de leyes, como la de Jorge Ubico en Guatemala en 1941. Una tercera es el plebiscito, como en los casos de Carlos Castillo Armas en Guatemala, Marcos Pérez Jiménez en Venezuela y el fallido intento de Augusto Pinochet en Chile en 1988. Otro tipo está cometiendo un autogolpe exitoso, como el de Getúlio Vargas en Brasil. Otra forma más es la imposición de un candidato sucesor débil que permita gobernar al titular saliente, como cuando Emilio Portes Gil y Abelardo Rodríguez en México permitieron que Plutarco Elías Calles, el «jefe máximo», continuara en el poder, un período conocido como el maximato. La extensión del gobierno familiar se produjo en Nicaragua con la familia Somoza y Ortega-Murillo; en Argentina con Perón y luego más recientemente con Néstor Kirchner y su esposa Cristina Fernández y en Cuba con Fidel Castro y su hermano Raúl Castro. A pesar del límite de un mandato establecido por la Constitución peruana de 1979, Alberto Fujimori extendió su mandato a diez años mediante dos reelecciones.